# Vàlvula Dunlop

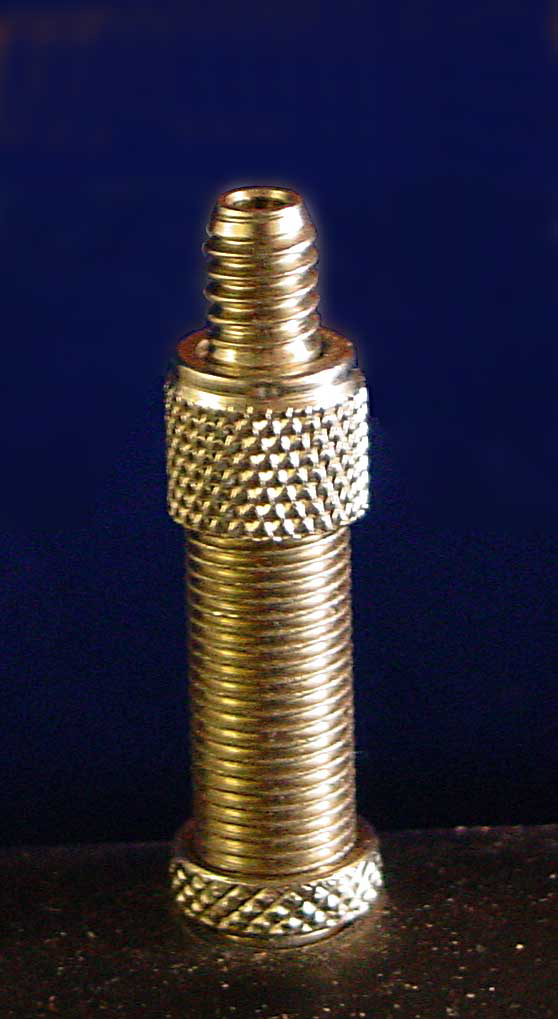
Tija de la vàlvula Dunlop

La vàlvula Dunlop (també anomenada vàlvula Woods o una vàlvula anglesa) és un tipus de vàlvula pneumàtica que s'utilitza en alguns països, com Japó, República Txeca, Índia, Pakistan, Sri Lanka, Polònia, Romania, Rússia, els Països Baixos, Alemanya, Gran Bretanya, Noruega, Finlàndia, Suècia, Dinamarca i diversos països en desenvolupament, majoritàriament amb càmeres per a bicicletes. Té una base més àmplia que una vàlvula Presta, prou similar a una vàlvula Schrader per poder utilitzar forats de vàlvules idèntics perforats en les llantes, però es pot inflar amb un adaptador de vàlvula Presta. El mecanisme intern de la vàlvula es pot reemplaçar fàcilment, sense necessitat d'eines especials. L'inventor va ser CH Woods. Va substituir la vàlvula original de Dunlop per a pneumàtics.